# Station Sudbury & Harrow Road
Sudbury & Harrow Road is een spoorwegstation van National Rail in Brent in Engeland. Het station is eigendom van Network Rail en wordt beheerd door Chiltern Railways. 